# Yusuke Inuzuka
Yusuke Inuzuka (犬塚 友輔 Inuzuka Yusuke?), född 13 december 1983 i Shizuoka prefektur, är en japansk före detta fotbollsspelare.
Inuzuka började sin karriär 2010 i Júbilo Iwata. Han spelade 80 ligamatcher för klubben. Med Júbilo Iwata vann han japanska ligacupen 2010. 2011 flyttade han till Ventforet Kofu. Efter Ventforet Kofu spelade han för Sagan Tosu.